# André Bahia
Pour les articles homonymes, voir Bahia (homonymie).
André Luiz Bahia dos Santos Viana est un footballeur brésilien, né le 24 novembre 1983 à Rio de Janeiro au Brésil. Il évolue actuellement au Shonan Bellmare comme stoppeur.

## Palmarès
CR Flamengo
- Championnat de Rio de Janeiro
  - Vainqueur (2) : 2001, 2004
- Coupe Guanabara
  - Vainqueur (2) : 2001, 2004
- Copa dos Campeões
  - Vainqueur (1) : 2001

 Feyenoord Rotterdam
- Coupe des Pays-Bas
  - Vainqueur (1) : 2008